# Georg Strasser
Georg Strasser (zm. 4 grudnia 1925) – niemiecki as myśliwski z czasów I wojny światowej z 7 potwierdzonymi zwycięstwami powietrznymi.
Służył w Jagdstaffel 17 od 11 listopada 1916 roku. Do jednostki został przeniesiony z Fliegerabteilung 44. Pierwsze zwycięstwo odniósł 24 grudnia 1916 roku. Po uzyskaniu 7 zwycięstw został ranny w grudniu 1917 roku. Po kilkumiesięcznym leczeniu powrócił do służby w  Fliegerersatz Abteilung Nr. 3 jako instruktor 19 maja 1918 roku, gdzie służył do końca wojny. 
Georg Strasser zginął w wypadku lotniczym w Dessau (pracował w tamtejszych zakładach Junkers jako pilot-oblatywacz).

## Odznaczenia
- Krzyż Żelazny I Klasy
- Krzyż Żelazny II Klasy